# Lenczewscy herbu Zadora

Herb Zadora

Lenczewscy herbu Zadora – polski ród szlachecki, wywodzący się z Podlasia. 

## Historia rodu
Żmudzin Samuel Leniec Samotyja, osocznik, otrzymał w 1512 od Mikołaja Radziwiłła, wojewody wileńskiego, przywilej na grunta i las w Dobrzyniewie Wielkim, który wykarczował i założył na nim wieś (późniejsze Leńce). Synowi tegoż Leńca Żenowi wspomniany Mikołaj Radziwiłł darował przed lub ok. 1528 część lasu i 10 włók. Nazwisko powstało drogą przekształcenia od pierwotnego członu „Leniec” po założeniu wsi „Leńce” (stąd też używane równolegle „Leńczewscy”) obok przydomka „Samotyj(a)” („Samotyha”). Część potomków rodu używała też nazwiska „Leniecki”. Do 1528 bojarzy służebni (stojący niżej w hierarchii od zwykłych bojarów i szlachty) od Radziwiłłów, a następnie Gasztołdów (do 1542). Po przejściu dóbr knyszyńskich pod protektorat królewski nadal zaliczani do szlachty służebnej, a w lustracjach wymieniani jako osocznicy. Jeszcze w 1602 procesowali się z leśniczym knyszyńskim o swój status. Stopniowe uwalnianie się Samotyjów Lenczewskich od zależności królewskiej spowodowało, że nie występują oni w popisie wojska litewskiego z ziemi bielskiej w 1567, ani w aktach unii lubelskiej w 1569, gdy reszta szlachty ziemi bielskiej składała przysięgę, ani też w rejestrach poborowych ziemi bielskiej z 1580. W 1610 legitymowali się dekretem trybunalskim z Lublina potwierdzającym ich dziedziczne prawa do posiadanych dóbr.
Mikołaj Leniec ze Złotorji, bojar JKMci 1586 oraz Aleksy Leniec Samotyja 1598, wzmiankowani w wyrokach Trybunału Lubelskiego. Filip Samotyj Lenczewski, sługa biskupa wileńskiego, syn Andrzeja i Anny z Puchalskich, wnuk Grzegorza, wzmiankowany w aktach grodzkich goniądzkich w 1669. Łukasz Lenczewski z Rzędzian, wymieniony tamże 1671.
Występują również w rejestrach pogłównego ziemi bielskiej w XVII w. oraz w aktach ziemskich suraskich i grodzkich wizneńskich (wiskich) w XVIII w. Elektorzy królewscy 1697 z województwa trockiego i ziemi wiskiej.

## Heraldyka Samotyja Lenczewskich
Pierwotny herb tej rodziny przed osiedleniem się w województwie podlaskim nie jest znany, jeśli w ogóle istniał. Herb Zadora został przez nich niewątpliwie zaadaptowany w okresie późniejszym przed 1669. Część tej rodziny podczas legitymacji szlacheckich w XIX w. przypisała sobie błędnie herb Strzemię, kierując się praktycyzmem wynikającym z możliwości skorzystania z herbarza Niesieckiego, jako pośredniego dowodu legitymacyjnego.

## Legitymacje szlacheckie
Wywód genealogiczny od Gabriela Samotyja Lenczewskiego herbu Strzemię [sic!], rzekomego podczaszego trockiego w 1665, przed Deputacją Wywodową Guberni Grodzieńskiej 9 XII 1804. Ostateczna legitymacja szlachectwa dla potomków wyżej wymienionego w 1861 z wpisaniem do I części księgi szlacheckiej guberni mińskiej. Jedynie niewielka część Samotyja Lenczewskich przeprowadziła wywody legitymacyjne w zaborze rosyjskim. Zdecydowana część, mieszkająca w niewielkich mająteczkach względnie we wsiach szlacheckich pozostała na statusie jednodworców, z tendencją do przenoszenia niewylegitymowanych do stanu mieszczańskiego względnie chłopskiego.

## Posiadłości ziemskie rodu
Pierwotny obszar majątku Leńce (przeszło 600 ha) kurczył się wskutek znacznego rozrodzenia rodu, mimo emigracji poszczególnych jej członków na tereny Grodzieńszczyzny i Nowogródczyzny. W XIX w. posiadłości poszczególnych przedstawicieli rodu w Leńcach, Rzędzianach i okolicach Tykocina stanowiły niewielkie gospodarstwa rolne bez cech większej własności ziemskiej. Samotyja-Lenczewscy, którzy przenieśli się w kierunku wschodnim posiadali niewielkie folwarki w miejscowościach Czeremieszniki (1889), folwark Łowce przy Milkiewiczach (1889) i Soczewki, gm. Stołowicze w pow. nowogródzkim, w ówczesnej gub. mińskiej. Ponadto zamieszkiwali wsie i zaścianki: Samotyje, gm, Zuchowicze, w pow. nieświeskim, Burowszczyzna, gm. Maryjska, w pow. słonimskim, Haramojwszczyzna, gm. Świerżeń, w pow. stołpeckim oraz Gaj albo Tomaszpole w pow. mińskim.

## Ważniejsi przedstawiciele rodu
- Romuald Lenczewski (1822–1912), architekt.
- Józef Leńczewski (1837–1866), kpt. w powstaniu 1863-64, emigrant we Francji.
- Stanisław Samotyja Lenczewski (1907–1940), ppor. Wojsk Polskich, zamordowany w Katyniu.
- Stanisław Lenczewski Samotyja (1902–1981), prof. zwycz. Politechniki Warszawskiej, inżynier dróg i mostów.
- Witold Lenczewski (1917–2006), ps. „Wiktor”, „Strzała”, por. AK i płk. WP.
- Stanisław Lenczewski-Samotyj (1915–1944), st. strz. 3 Dywizji Strzelców Karpackich, poległ pod Monte Cassino 12.05.1944